# 確率年
確率年（かくりつねん、return period、recurrence interval）とは、地震や水害など災害の発生頻度、発生確率を表す単位のひとつ。「100年」であれば、「100年に1度」の確率であることを表す。同じ意味で、逆数「1/100」を確率年と呼ぶこともある。「100年に1度の大型のハリケーン」のように、災害の規模を表す尺度としても利用される。ある値を超える確率を表す場合には超過確率年（ちょうかかくりつねん）や超過確率（ちょうかかくりつ）、年超過確率（ねんちょうかかくりつ）と呼ばれる。

## 定義
確率年は、事象が1回発生してから次に発生するまでの期間の期待値として定義される。あるいは、その逆数、すなわち、1年あたりに事象が何回発生するかの期待値として定義される。
特に河川の流水などにおいては、雨量観測所にて算出された雨量データをもとに決定される計画降雨量を超える降雨が1年間に発生する確率のことを指す。